# كأس روبرت لويس دريفوس
كأس روبرت لويس دريفوس (بالفرنسية: Trophée Robert Louis-Dreyfus) كانت بطولة صيفية استضافتها أولمبيك مارسيليا تكريمًا لروبرت روبرت دريفوس، المساهم الأكبر في فريق كرة القدم الفرنسي، الذي توفي في 4 يوليو 2009، بعد معركة طويلة مع سرطان الدم.
أقيمت النسخة الافتتاحية للبطولة في عام 2010، حيث انضم فالنسيا إلى نادي مارسيليا. أقيمت النسخة الثانية والأخيرة في 1 أغسطس 2015، ضد يوفنتوس. لم تُقام المسابقة بين عامي 2011 و2014 بسبب أعمال التجديد الجارية في ملعب فيلودروم. توقفت البطولة بعد نسختين.

## نسخة 2010
أقيمت النسخة الافتتاحية من كأس روبرت لويس دريفوس في الأول من أغسطس 2010، بين مارسيليا المضيف وفالنسيا الذي احتل المركز الثالث في موسم 2009–10 من الدوري الإسباني. وقد فاز مارسيليا بهدف وحيد سجله حاتم بن عرفة.
| أولمبيك مارسيليا | 1 – 0   | فالنسيا |
| ---------------- | ------- | ------- |
| حاتم بن عرفة 78' | (تقرير) |         |

## نسخة 2015
أقيمت النسخة الثانية من البطولة في 1 أغسطس 2015، قبل أسبوع من بدء موسم 2015–16 من الدوري الفرنسي. استضاف مارسيليا بطل الدوري الإيطالي ووصيف دوري أبطال أوروبا يوفنتوس وفاز بالمباراة 2–0 بفضل أهداف رومان أليساندريني وعبد العزيز برادة.
| أولمبيك مارسيليا                             | 2 – 0   | يوفنتوس |
| -------------------------------------------- | ------- | ------- |
| رومان أليساندريني 35' · عبد العزيز برادة 84' | (تقرير) |         |

## الألقاب حسب الفريق
| الفريق           | الظهور         | الألقاب |
| ---------------- | -------------- | ------- |
| أولمبيك مارسيليا | 2 (2010، 2015) | 2       |
| Juventus         | 1 (2015)       | 0       |
| فالنسيا          | 1 (2010)       | 0       |

## الهدافين
| #  | اللاعب            | الفريق           | الأهداف | النسخة التي سجل فيها |
| -- | ----------------- | ---------------- | ------- | -------------------- |
| 1. | حاتم بن عرفة      | أولمبيك مارسيليا | 1       | 2010                 |
| 1. | رومان أليساندريني | أولمبيك مارسيليا | 1       | 2015                 |
| 1. | عبد العزيز برادة  | أولمبيك مارسيليا | 1       | 2015                 |